# Лисакув (Мелецький повіт)
Лисакув (пол. Łysaków) — село в Польщі, у гміні Чермін Мелецького повіту Підкарпатського воєводства.
Населення — 826 осіб (2011).
У 1975-1998 роках село належало до Ряшівського воєводства.

## Демографія
Демографічна структура станом на 31 березня 2011 року:
|          | Загалом | Допрацездатний вік | Працездатний вік | Постпрацездатний вік |
| -------- | ------- | ------------------ | ---------------- | -------------------- |
| Чоловіки | 399     | 111                | 245              | 43                   |
| Жінки    | 427     | 102                | 239              | 86                   |
| Разом    | 826     | 213                | 484              | 129                  |